# Massimiliano Tangorra
Massimiliano Tangorra (Bari, 6 giugno 1970) è un allenatore di calcio ed ex calciatore italiano, di ruolo difensore.

## Carriera

### Giocatore
Esordisce in Serie A con la maglia del Bari l'11 settembre 1994 contro la Juventus (2-0 per i bianconeri). Vanta oltre 200 presenze in Serie B con le maglie di Bari, Ancona, Reggiana, Foggia, Perugia, Genoa e Ascoli. Tra i Professionisti vanta presenze anche con Monopoli, Fidelis Andria, Triestina, Giulianova, Benevento e Barletta. Ha chiuso la sua carriera agonistica tra i Dilettanti, nelle file del Terlizzi.

### Allenatore
Ha intrapreso la carriera di allenatore facendo il secondo di Salvatore Matrecano alla guida del Foligno. 
Per la stagione 2011-2012 allena gli Allievi Nazionali del Bari. L'11 luglio 2015 diventa il nuovo allenatore del Monopoli ripescato in Lega Pro. Il 4 aprile 2016 si dimette dall'incarico. Torna sulla panchina dei pugliesi il 21 giugno 2017. Il 3 ottobre 2018 ottiene l'abilitazione da allenatore di prima categoria.
Il 12 giugno 2022 viene ufficializzato come nuovo allenatore dell'US Mola, squadra militante nel torneo di Eccellenza pugliese. Il 15 ottobre seguente però, il club, con una nota sui propri canali, annuncia di aver interrotto il rapporto di collaborazione con il tecnico.
Il 27 febbraio 2023 assume la guida della Virtus Mola, squadra inserita nel girone A della Promozione Pugliese. Con il club barese, conquista il primo posto in classifica ed il conseguente salto in Eccellenza. Viene esonerato il 4 dicembre 2023, all'indomani della sconfitta per 2-0 contro il Corato, viene richiamato il 6 febbraio 2024

## Statistiche

### Statistiche da allenatore
Statistiche aggiornate al 19 marzo 2023.
| Stagione           | Squadra            | Campionato         | Campionato | Campionato | Campionato | Campionato | Coppe nazionali | Coppe nazionali | Coppe nazionali | Coppe nazionali | Coppe nazionali | Coppe continentali | Coppe continentali | Coppe continentali | Coppe continentali | Coppe continentali | Altre coppe | Altre coppe | Altre coppe | Altre coppe | Altre coppe | Totale | Totale | Totale | Totale | % Vittorie | Piazzamento               |
| Stagione           | Squadra            | Comp               | G          | V          | N          | P          | Comp            | G               | V               | N               | P               | Comp               | G                  | V                  | N                  | P                  | Comp        | G           | V           | N           | P           | G      | V      | N      | P      | %          | Piazzamento               |
| ------------------ | ------------------ | ------------------ | ---------- | ---------- | ---------- | ---------- | --------------- | --------------- | --------------- | --------------- | --------------- | ------------------ | ------------------ | ------------------ | ------------------ | ------------------ | ----------- | ----------- | ----------- | ----------- | ----------- | ------ | ------ | ------ | ------ | ---------- | ------------------------- |
| 2015-apr. 2016     | Monopoli           | LP                 | 29         | 7          | 8          | 14         | -               | -               | -               | -               | -               | -                  | -                  | -                  | -                  | -                  | -           | -           | -           | -           |             | 29     | 7      | 8      | 14     | 24,14      | Eson.                     |
| lug.-dic. 2017     | Monopoli           | C                  | 19         | 6          | 5          | 8          | CI-C            | 2               | 1               | 0               | 1               | -                  | -                  | -                  | -                  | -                  | -           | -           | -           | -           |             | 21     | 7      | 5      | 9      | 33,33      | Eson.                     |
| Totale Monopoli    | Totale Monopoli    | Totale Monopoli    | 48         | 13         | 13         | 22         |                 | 2               | 1               | 0               | 1               |                    | -                  | -                  | -                  | -                  |             | -           | -           | -           | -           | 50     | 14     | 13     | 23     | 28,00      |                           |
| ott. 2019-2020     | Barletta           | Ecc.               | 21         | 10         | 8          | 3          | CI-Ecc.         | 2               | 0               | 1               | 1               | -                  | -                  | -                  | -                  | -                  | -           | -           | -           | -           |             | 23     | 10     | 9      | 4      | 43,48      | Sub., 4º                  |
| lug.-ott. 2022     | US Mola            | Ecc.               | 5          | 3          | 0          | 2          | CI-Ecc.         | 4               | 1               | 3               | 0               | -                  | -                  | -                  | -                  | -                  | -           | -           | -           | -           |             | 9      | 4      | 3      | 2      | 44,44      | Eson.                     |
| feb.-giu. 2023     | Virtus Mola        | Prom.              | 6          | 4          | 2          | 0          | CI-Prom.        | -               | -               | -               | -               | -                  | -                  | -                  | -                  | -                  | -           | -           | -           | -           |             | 6      | 4      | 2      | 0      | 66,67      | Sub., 1º (prom.)          |
| 2023-2024          | Virtus Mola        | Ecc.               | 21         | 8          | 4          | 9          | CI-Ecc.         | 2               | 0               | 1               | 1               | -                  | -                  | -                  | -                  | -                  | -           | -           | -           | -           |             | 23     | 8      | 5      | 10     | 34,78      | Eson., Sub., 11º, (retr.) |
| 2024-2025          | Virtus Mola        | Prom.              | 17         | 13         | 2          | 2          | CI-Prom.        | 2               | 0               | 2               | 0               | -                  | -                  | -                  | -                  | -                  | -           | -           | -           | -           |             | 19     | 13     | 4      | 2      | 68,42      |                           |
| Totale Virtus Mola | Totale Virtus Mola | Totale Virtus Mola | 44         | 25         | 8          | 11         |                 | 4               | 0               | 3               | 1               |                    | -                  | -                  | -                  | -                  |             | -           | -           | -           | -           | 48     | 25     | 11     | 12     | 52,08      |                           |
| Totale carriera    | Totale carriera    | Totale carriera    | 118        | 51         | 29         | 38         |                 | 12              | 2               | 7               | 3               |                    | -                  | -                  | -                  | -                  |             | -           | -           | -           | -           | 130    | 53     | 36     | 41     | 40,77      |                           |

## Palmarès

### Allenatore

#### Competizioni regionali
- Promozione: 1

Virtus Mola: 2022-2023 (girone A)